# عروس فرنگی
عروس فرنگی فیلمی به کارگردانی نصرت‌الله وحدت و نویسندگی نصرت‌الله وحدت و احمد نجیب‌زاده محصول سال ۱۳۴۳ است.

## خلاصه داستان
حسین ترمزی (نصرت‌الله وحدت) رانندهٔ تاکسی است که به دلیل فقر قادر به ازدواج با نامزدش مهین (فریده نصیری) نیست. روزی حسین مسافری فرنگی به نام ماریا (پوری بنایی) که به عنوان مهمان به منزل والدین شوهرخواهر خود در ایران آمده‌است را سوار می‌کند. اما ماریا آدرس را گم کرده‌است و حسین او را به گردش برده و از او در منزل مادرش نگهداری می‌کند و همین باعث رخ دادن ماجراهایی در زندگی حسین می‌شود.

## بازیگران
- نصرت‌الله وحدت
- پوری بنایی
- فریده نصیری
- حمیده خیرآبادی
- فرزانه کاظمی
- رقیه چهره‌آزاد
- منصور سپهرنیا
- پرویز خوانساری
- محسن آراسته
- مهری مهرنیا
- نانسی (بازیگر)
- نیک ورز
- ناهید (بازیگر)
- ذاکری (بازیگر)
- حسن امینی

## حواشی
عروس فرنگی اولین فیلمی است که پوری بنایی در آن بازی کرد که پدرش در ابتدا با بازی او در سینما مخالف بود

## جوایز
- اولین فیلم ایرانی بود که در جشنواره آسیایی موفق به دریافت جایزه دلفین طلایی شد.[۳]
- در جشنواره سینمایی ایران سال ۱۳۴۴ مقام اول را کسب کرد.[۴]